# Half
Half is de benaming voor het breukgetal 1/2 (½), dus een gedeeld door twee. Half is iets als het in twee gelijke delen wordt gesplitst. Bij zelfstandig gebruik zegt men de helft.
Wiskundig gezien bestaat iets uit twee precies gelijke helften. Taalkundig hoeft dat niet precies zo te zijn. "De helft" duidt op een deel van een tweedeling. In geval van een ongelijke deling, is er dus sprake van een grootste en een kleinste helft, wat in wiskundig opzicht onzin zou zijn. 
Verder heeft het woord ook figuurlijke toepassingen. Zo betekent het gezegde: "anderhalve man en een paardenkop": een klein, onbetekenend groepje. 

## Anderhalf
In het Nederlands zegt men anderhalf voor het getal 112 en niet "een en een half". Letterlijk betekent het tweede half, dat wil zeggen ná 12, de eerste half (½, 1, 1½, 2, enz.).